# Paolo Totò
Paolo Totò, né le 22 janvier 1991 à Porto Sant'Elpidio (Marches), est un coureur cycliste italien.

## Biographie
Entre juin et octobre 2014, il manque à trois reprises les contrôles antidopage. En juillet 2015, il est suspendu par la Fédération italienne pour deux ans. Sa peine est finalement réduite d'une année en octobre,.
Il fait son retour à la compétition en 2016 au sein de l'équipe continentale Norda-MG.Kvis.

## Palmarès
- 2011
  - Targa Crocifisso
  - 3e du Circuito delle Stelle
- 2012
  - Circuito delle Stelle
  - 3e du Giro delle Valli Aretine
- 2013
  - 2e du Circuito delle Stelle
  - 3e du Trofeo Tosco-Umbro
- 2014
  - Trofeo Gruppo Meccaniche Luciani
  - Trofeo Alta Valle del Tevere
  - Trofeo Montelupo
  - Giro del Casentino
  - Circuito delle Stelle
  - Gran Premio Industria del Cuoio e delle Pelli
  - 2e du Grand Prix de la ville de Montegranaro
  - 2e de la Coppa Messapica
  - 3e de la Medaglia d'Oro Frare De Nardi
  - 3e du Trophée Learco Guerra
  - 3e de la Coppa della Pace
  - 3e du Gran Premio Chianti Colline d'Elsa
  - 3e du Trofeo SS Addolorata
  - 3e du Trofeo Gianfranco Bianchin
  - 3e de la Targa Crocifisso
  - 3e de la Coppa Città di San Daniele
- 2016
  - Grand Prix Colli Rovescalesi
  - 3e du Giro del Valdarno
  - 3e du Mémorial Marco Pantani
- 2017
  - 2e étape du Tour d'Albanie
  - 2e du Grand Prix Laguna
  - 2e de Belgrade-Banja Luka II
- 2018
  - Grand Prix Laguna
  - 2e du Trofeo Laigueglia
  - 2e du Trofeo Comune di Monte Urano
  - 3e du Tour de Hongrie
- 2019
  - 3e étape a du Tour de Szeklerland
  - 2e du Grand Prix Slovenian Istria
  - 2e du Grand Prix Kranj
  - 2e du Grand Prix de Gemenc I
  - 2e du Tour de Szeklerland

## Classements mondiaux
| Année           | 2013   | 2014 | 2015 | 2016 | 2017 | 2018 |
| --------------- | ------ | ---- | ---- | ---- | ---- | ---- |
| UCI Europe Tour | 1 084e | 469e |      | 543e | 134e | 71e  |